# Tales of Symphonia: The Animation
Tales of Symphonia: The Animation (テイルズ オブ シンフォニア THE ANIMATION Teiruzu obu Shinfonia The Animation?) es un anime en formato de OVAs basadas en el videojuego Tales of Symphonia.

## Argumento
La trama se basa en la existencia de dos mundos Sylvarant y Tethe'alla, Estos originalmente eran uno pero tras una gran guerra un héroe decidió separarla y mediante el uso de las organizaciones "los desianos" y la iglesia de Martel, creó un ritual de regeneración del mundo. Sin embargo, este ritual solo sirve para uno de los mundos, y para que uno prospere el otro debe deteriorarse.
La serie y el videojuego inicia cuando Colette Brunel, la elegida de Sylvarant, inicia su viaje para regenerar el mundo, en un principio con su profesora Raine Sage y con el mercenario Kratos Aurion, luego se unen Lloyd Irving y Genis Sage tras haber conseguido completar la mitad del ritual conocen a Sheena Fujibayashi una asesina enviada por Tethe'alla para liquidar a la elegida y así evitar el declive de su mundo, sin embargo Sheena no tiene la fuerza para terminar con otra vida y se aleja por un tiempo.
Finalmente el ritual es terminado y todos se preparan para ir a la locación final, es allí donde se dan cuenta del engaño del que todo el mundo es víctima, Colette tiene que sacrificarse pero no con el fin de salvar al mundo, sino para servir como nuevo cuerpo para la diosa Martel, tras la batalla, despiertan en la base secreta de los Renegados, quienes sirven como una oposición a Cruxis y tras una charla con su líder Yuan quien les dice que son su objetivo, son salvados por Sheena, y poco tiempo después ella revela la existencia de Tethe'alla. El grupo seguirá su camino descubriendo las repercusiones que este ritual puede ocasionar para otros entre otras muchas, importantes revelaciones.

## Reparto
- Lloyd Irving: Katsuyuki Konishi
- Colette Brunel: Nana Mizuki
- Genis Sage: Ai Orikasa
- Raine Sage: Yumi Tōma
- Kratos Aurion: Fumihiko Tachiki
- Sheena Fujibayashi: Akemi Okamura
- Zelos Wilder: Masaya Onosaka
- Presea Combatir: Hōko Kuwashima
- Forcystus: Takahiro Yoshimizu
- Remiel: Tetsuo Sakaguchi
- Corrine: Kanako Tateno
- Magnius: Shinji Kawada
- Kvar: Shigeru Ushiyama
- Pronyma: Yuki Makishima
- Yuan: Toshiyuki Morikawa
- Botta: Takaya Kuroda
- Voces adicionales: Yūichi Nakamura

## Anime
| Creador original              | Namco              |
| Director                      | Haruo Sotozaki     |
| Composición de la serie       | Ryunosuke Kingetsu |
| Diseño original de personajes | Kōsuke Fujishima   |
| Diseño de personajes          | Akira Matsushima   |
| Música                        | ZIZZ Studio        |
| Estudio de animación          | Ufotable           |

Tales of Symphonia: The Animation (テイルズ オブ シンフォニア THE ANIMATION Teiruzu obu Shinfonia The Animation?) es una serie de anime en formato OVA animada por el estudio Ufotable y producida por Geneon Entertainment y Frontier Works. Se componía de cuatro episodios y fueron puestos en libertad en cuatro DVD por separado el 8 de junio, 10 de agosto, 24 de octubre y 21 de diciembre de 2007. Más tarde la serie fue lanzada como una colección en formato Blu-ray Disc, el 26 de septiembre de 2008. El 8 de mayo de 2010, la serie se emitió en AT-X como una promoción para la secuela de la serie.
La segunda temporada Tales of Symphonia: The Animation: Tethe'alla Episode (テイルズ オブ シンフォニア The Animation テセアラ編  Teiruzu obu Shinfonia The Animation: Teseara hen?) fue anunciada durante el Tales of Festival 2008. Se componía de otros cuatro episodios que fueron puestos en libertad el 25 de marzo, 26 de mayo, 23 de septiembre de 2010 y el 25 de febrero de 2011. Los primeros dos capítulos fueron emitidos en AT-X para promocionar la temporada.
La tercera temporada Tales of Symphonia: The Animation: The United World Episode (テイルズ オブ シンフォニア The Animation 世界統合編 Teiruzu obu Shinfonia The Animation: Sekai Tōgō-hen?) concluye la trama del anime. Constará de tres episodios lanzados directamente en DVD. El primer episodio fue lanzado el 23 de noviembre de 2011, el segundo fue lanzado el 20 de junio de 2012 y el tercero está previsto para octubre de 2012.

### Banda sonora

#### Primera temporada
Opening
ALMATERIA
Interpretada por: Eri Kawai
Letras: tomo
Compositores: Lunaria
Arreglos: Tatsuya Nishiwaki
Ending
Negai (願い?  "Wish")
Interpretada por: Kaori Hikita
Letras: tomo
Compositores: Tatsuya Nishiwaki
Arreglos: Tatsuya Nishiwaki
Insert
Uchi e Kaerou (うちへ帰ろう?  "Let's go home")
Interpretada por: Nana Mizuki
Letras: Ikuko Ebata
Compositores: Ikuko Ebata
Arreglos: Toshimichi Isoe e Ikuko Ebata

#### Segunda temporada
Opening
Tenkuu no Canaria (天空のカナリア?  "Canary in the Sky")
Interpretada por: Nana Mizuki
Ending
Inori no Kanata (祈りの彼方?  "Beyond the Prayer")
Interpretada por: Akiko Shikata

#### Tercera temporada
Opening
Ho-n-to-u-so (ホ・ン・ト・ウ・ソ?  "Truthfully")
Interpretada por: Misono
Ending
Darega Tame no Sekai (誰ガ為ノ世界?  "Who is Good for the World")
Interpretada por: Akiko Shikata
Ending 2
Ibitsu (歪?  "Distortion")
Interpretada por: Akiko Shikata